# Critique de vin

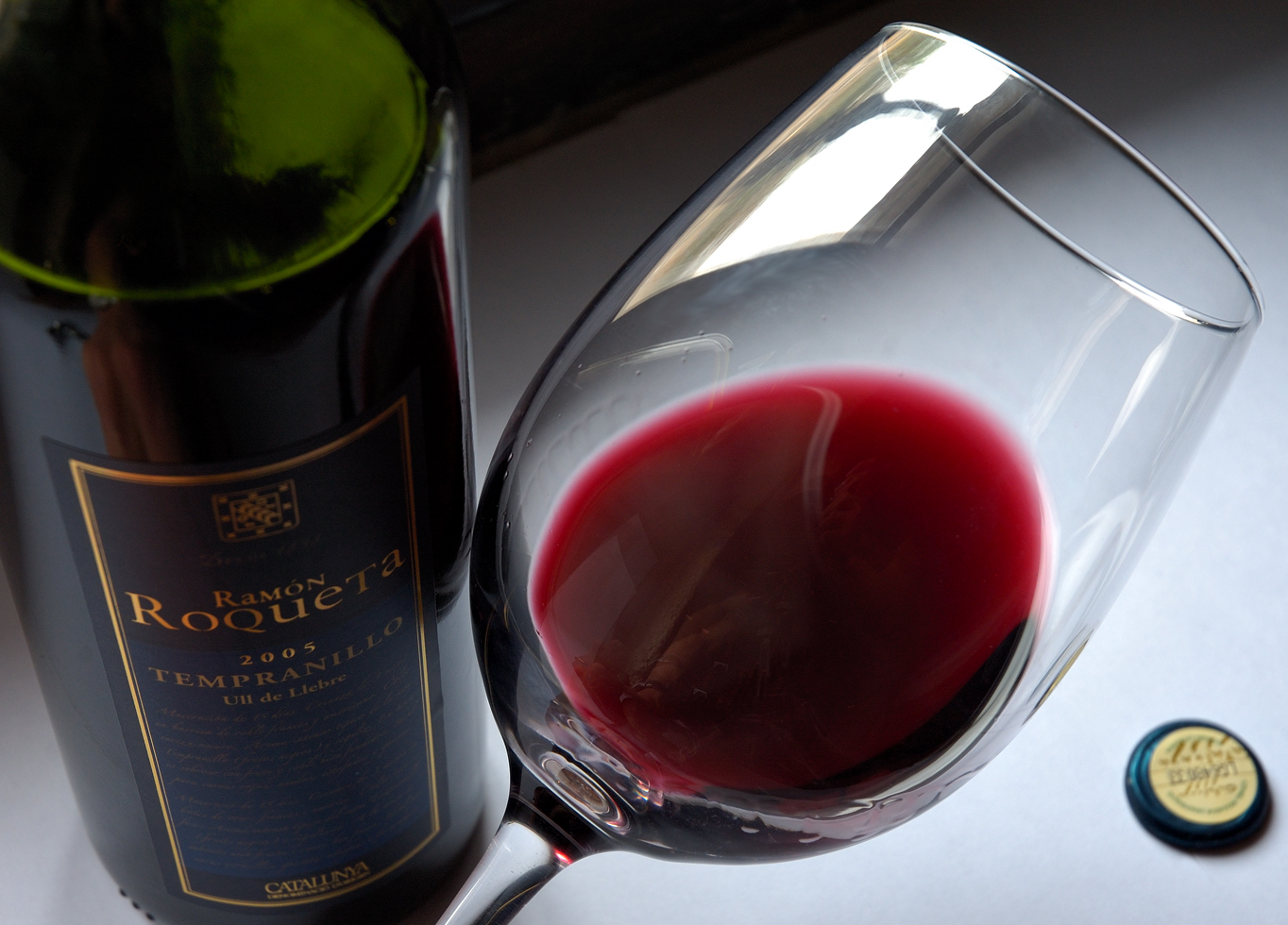
L'étude de la couleur, de l'intensité de la couleur, de la clarté et de la typicité sont les premières étapes que franchit un critique de vin pour parvenir à un jugement.

Un critique de vin, ou critique vinicole, est une personne qui évalue le vin et le décrit avec une note numérique, une note de dégustation ou une combinaison des deux. Les critiques publiées dans les livres, les journaux, les magazines, les bulletins d'information, en ligne ou dans les documents de vente de vin, sont souvent utilisées par les consommateurs pour décider d'acheter ou non un vin.

## Critique journalistique
Les critiques travaillant pour les magazines liés au vin examinent généralement les nouvelles productions, souvent en comparaison avec d'autres vins de la même région, du même cépage ou du même millésime. Des dégustations rétrospectives sont également publiées concernant des vins des années ou des décennies antérieures après la publication de leur évaluation initiale.

## Méthodologie
La méthodologie de dégustation est variable. La publication américaine Wine Spectator propose de goûter les vins à l'aveugle de  millésimes et de variétés similaires. Différents critiques utilisent des échelles descriptives différentes, les principaux critiques américains utilisant une échelle de 50 à 100 points, et la plupart des journaux utilisant une échelle à 5 étoiles ou une note sur 20 points.

## Critiques notables
À travers leurs publications et leurs activités médiatiques, les critiques de vin ont influencé le niveau de notoriété, l'image, le prix et le style de nombreux vins. On compte parmi les plus notables et les plus influents,,,,,,, :
- Eric Asimov
- Tim Atkin (en)
- Yves Beck
- Michel Bettane
- Michael Broadbent
- Tom Cannavan (en)
- Yohan Castaing
- Oz Clarke (en)
- Clive Coates (en)
- Thierry Desseauve
- Michel Dovaz (en)
- Jeb Dunnuck (en)
- Jacques Dupont
- Alice Feiring
- René Gabriel (de)
- Antonio Galloni (en), ancien critique de Wine Advocate (en), fondateur de Vinous
- James Halliday (en)
- Julia Harding
- Andrew Jefford
- Hugh Johnson
- Richard Juhlin (en)
- Matthew Jukes (en)
- Odette Kahn
- Chris Kissack
- Monica Larner
- James Laube (en), rédacteur en chef du Wine Spectator
- Jeannie Cho Lee
- Périco Légasse
- Jeffe Leve
- Alexis Lichine
- Neal Martin (en)
- Allen Meadows (en), éditeur de Burghound
- James Molesworth
- Jeremy Oliver (en)
- Robert M. Parker, éditeur du Wine Advocate
- José Peñin
- Lisa Perrotti-Brown
- Jean-Marc Quarin[10]
- Jancis Robinson, Master of Wine britannique ; rédactrice du Financial Times
- Steven Spurrier
- James Suckling (en)
- Stephen Tanzer (en), rédacteur en chef de Vinous
- Gary Vaynerchuk, directeur de Wine Library, ancien critique d'Internet[11].